# Greatest Hits (The Who)
Greatest Hits è una raccolta del gruppo musicale britannico The Who, pubblicata nel 2009; poche settimane dopo l'album venne ripubblicato col titolo Greatest Hits & More in versione ampliata, con un secondo disco che conteneva brani registrati dal vivo.

## Tracce

### Disco 1
1. I Can't Explain – 2:05
2. My Generation – 3:17
3. The Kids Are Alright – 3:07
4. Substitute – 3:48
5. Happy Jack – 2:11
6. Pictures of Lily – 2:44
7. I Can See for Miles – 4:08
8. Magic Bus – 3:16
9. Pinball Wizard – 3:02
10. Behind Blue Eyes – 3:43
11. Baba O'Riley – 5:01
12. Won't Get Fooled Again – 8:33
13. Love, Reign o'er Me – 5:54
14. Squeeze Box – 2:42
15. Who Are You (United States single edit) – 3:27
16. You Better You Bet – 5:38
17. Eminence Front – 5:42
18. Real Good Looking Boy – 5:43
19. It's Not Enough – 4:04

### Disco 2
1. I Can't Explain (San Francisco Civic Auditorium, San Francisco, 1971) – 2:32
2. Substitute (San Francisco Civic Auditorium, San Francisco, 1971) – 2:10
3. Happy Jack (City Hall, Hull, England, 1970) – 2:12
4. I'm a Boy (City Hall, Hull, England, 1970) – 2:42
5. Behind Blue Eyes (San Francisco Civic Auditorium, San Francisco, 1971) – 3:39
6. Pinball Wizard (Vetch Field, Swansea, Wales, 1976) – 2:48
7. I'm Free (Vetch Field, Swansea, Wales, 1976) – 1:44
8. Squeeze Box (Vetch Field, Swansea, Wales, England, 1976) – 2:51
9. Naked Eye/Let's See Action/My Generation (Medley) (Charlton Athletic Football Club, Charlton, London, England, 1974) – 14:19
10. 5:15 (Capital Centre, Largo, Maryland, 1973) – 5:53
11. Won't Get Fooled Again (Capital Centre, Largo, Maryland, 1973) – 8:38
12. Magic Bus (University of Leeds Refectory, University of Leeds, Leeds, England, 1970) – 7:33
13. My Generation (Aeolian Hall, London, England, 1965) – 3:25
14. I Can See for Miles (Universal Amphitheatre, Los Angeles, 1989) – 3:45
15. Who Are You (Universal Amphitheatre, Los Angeles, 1989) – 6:22
16. A Man in a Purple Dress (Nassau Coliseum, Uniondale, New York, 2007) – 4:28